# Wiesbaden-Nordost

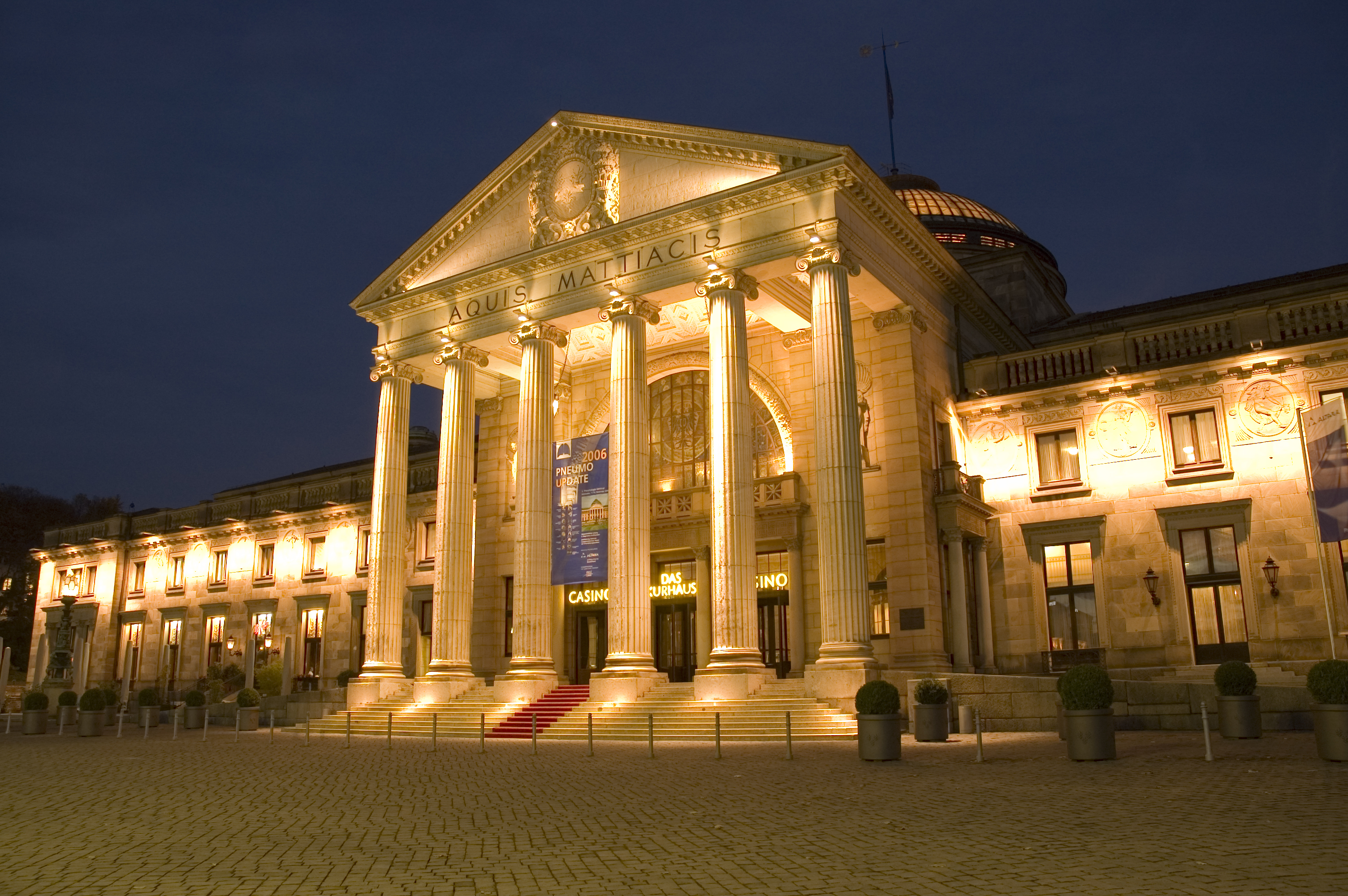
Kurhaus av Wiesbaden i Nordost

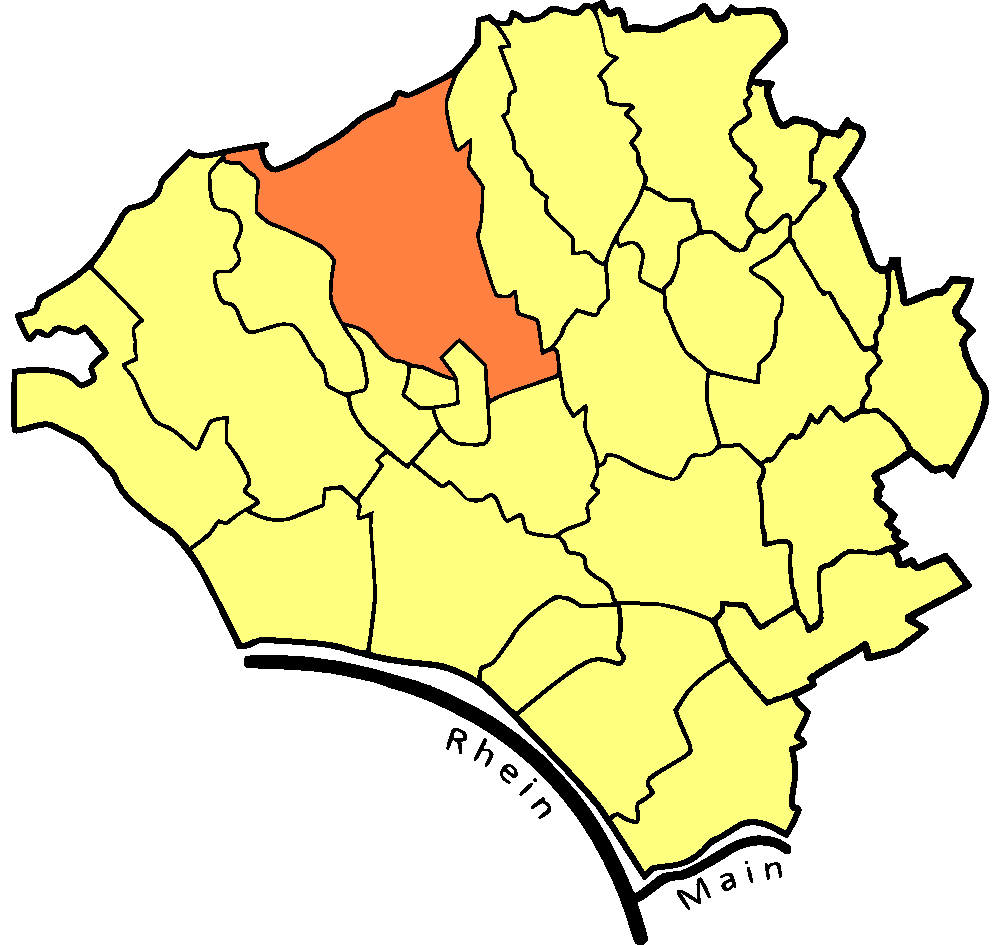
Nordost läge i Wiesbaden

Nordost är en stadsdel i Wiesbaden, Tyskland. Invånarantalet var 22.575 2012 på en yta av 19,44 km². Nordost ligger i norra av centrum av staden.